# Кріста Людвіг
Кріста Людвіг (нім. Christa Ludwig; нар. 16 березня 1928, Берлін, Веймарська республіка — 24 квітня 2021) — німецька оперна співачка (мецо-сопрано).

## Біографія
Народилася в сім'ї співаків. Перші навички співу їй надала мати. Поступила в Вищу музичну школу у Франкфурті-на-Майні. У 1946 році відбувся її дебют на сцені в опереті «Кажан».
Після закінчення навчання співала в різних театрах Німеччини. З межами своєї країни вперше виступила на сцені Віденської опери у 1955 році. З цим театром була пов'язана її наступна творча діяльність.
У 1959 році вперше виступила у США у Чикаго та на сцені «Метрополітен-опера» (всього на цій сцені виконувала партії 121 раз). У 1969 році дебютувала в Лондоні в театрі Ковент-Гарден. У 1971 році гастролювала в Москві з Віденською оперою.
Останній виступ співачки відбувся у 1995 році на сцені Віденської опери. Вона виконала партію Клитемнестри в «Електрі». Після цього стала викладати вокальну майстерність.